# Uğur Yıldırım
Uğur Yıldırım (pronuncia turca [uɰˌuɾ jɯldɯˈɾɯm]; Apeldoorn, 8 maggio 1982) è un ex calciatore olandese, di origini turche, di ruolo attaccante.